# Ferdinand I. Bolgarski
Ferdinand I. (izvirno nemško Ferdinand Maximilian Karl Leopold von Saška-Coburg in Gotha), bolgarski knez in car, * 26. februar 1861, Dunaj, Avstrijsko cesarstvo, † 10. september 1948, Coburg, Nemčija.
Ferdinand I., princ rodbina rodbine Saška-Coburg in Gotha, je bil vladar Bolgarije v letih 1887−1919, sprva kot knez (1887-1908) in kasneje kot car (1908-1918). Izkoristil je položaj v Osmanskem cesarstvu in 1908 razglasil neodvisnost Bolgarije in se razglasil za carja. Abdiciral je 4. oktobra 1918, nadomestil pa ga je sin Boris III. Ferdinand je odšel v Nemčijo, kjer je pozneje tudi umrl.